# Alexander Lwowitsch Minz

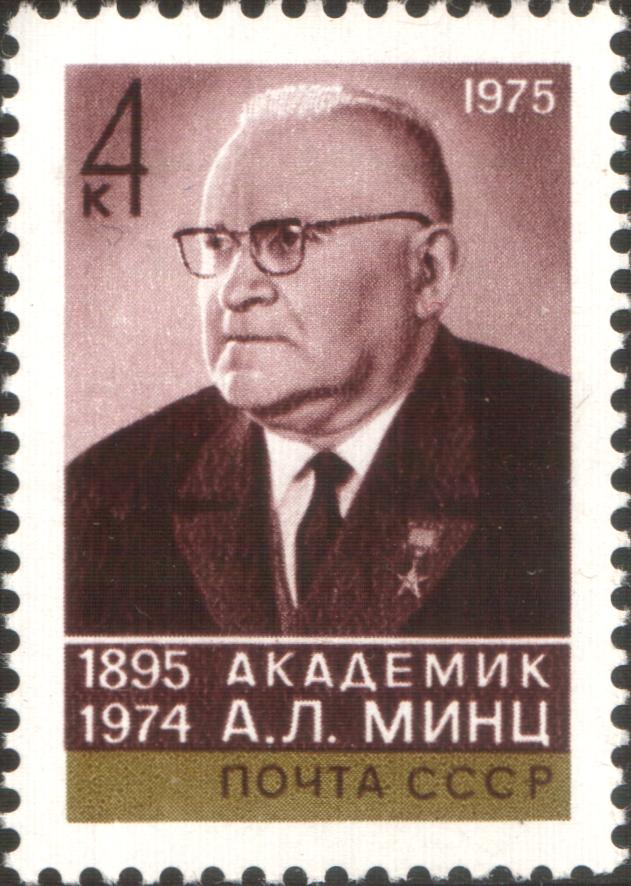
Alexander Lwowitsch Minz (Briefmarke der Post der UdSSR 1975)

Alexander Lwowitsch Minz (russisch Александр Львович Минц; * 27. Dezember 1894jul. / 8. Januar 1895greg. in Rostow am Don; † 29. Dezember 1974 in Moskau) war ein sowjetischer Physiker und Funktechniker.

## Leben
Minz, Sohn eines Fabrikanten, begeisterte sich schon früh für Chemie und Flugmodellbau. 1913 schloss er den Besuch des 2. Rostower Gymnasiums N. P. Stepanows mit einer Goldmedaille ab. Nach Beginn des Ersten Weltkriegs begann er 1915 das Studium an der physikalisch-mathematischen Fakultät des Polytechnischen Don-Instituts in Nowotscherkassk. Ein Jahr später wechselte er an die Universität Moskau und studierte gleichzeitig an der Städtischen Moskauer Schanjawski-Volksuniversität, deren Physikkurs von Pjotr Petrowitsch Lasarew geleitet wurde. Lasarew lud Minz ein, in seinem Laboratorium wissenschaftlich zu arbeiten. Am 30. Septemberjul. / 13. Oktober 1916greg. stellte Minz als seine erste Erfindung ein System zur Störung einer feindlichen Funkstation durch Frequenzmodulation vor.
Nach der Oktoberrevolution während des Russischen Bürgerkriegs drangen 1920 Einheiten der 1. Roten Reiterarmee in Rostow am Don ein. Während die Familie Minz flüchtete, blieb Minz in der Stadt. Als er sich der Enteignung des väterlichen Hauses widersetzte, wurde er verhaftet, und es drohte ihm die Erschießung. Jedoch konnte er die Offiziere überzeugen, Funkverbindungen in der Reiterarmee zu benutzen. Er wurde nicht nur freigelassen, sondern auch zum Kommandeur einer Funkdivision mit 125 Mann und 13 Funkstationen ernannt. Als es 1921 zur Auflösung der 1. Roten Reiterarmee kam, wurde Minz nach Moskau  zur Fernmelderhochschule der Roten Armee abkommandiert. Dort war er Chef der Funkfakultät und leitete das Funklaboratorium. Unter der wissenschaftlichen Leitung Michail Wassiljewitsch Schuleikins führte Minz Untersuchungen zur Ausbreitung von Kurzwellen durch. Ein weiteres Ziel seiner Arbeit war die Ersetzung der Funkensender durch Sender mit Elektronenröhren. 1922 baute er die erste Armeefunkstation mit Elektronenröhren auf, die 1923 mit der Kennung ALM entsprechend seinen Initialen ihren Betrieb aufnahm. Diese Funkstationen wurden bis zum Deutsch-Sowjetischen Krieg benutzt, während die Funkensender bis 1928 aus dem Verkehr gezogen wurden.
Im August 1923 wurde Minz Chef des im April 1923 gegründeten Forschungs- und Versuchsinstituts des Fernmelderrats der Armee. Unter seiner Leitung wurden erste Radioübertragungen von Konzerten, Opern, Theatervorführungen und auch von Geschehnissen auf Straßen und Plätzen durchgeführt. Er untersuchte die Akustik der Räumlichkeiten und entwickelte eine Methode zur Mischung der Signale mehrerer Mikrofone. Auch unterstützte er die Funkamateure, leitete Vereinigungen und schrieb unter dem Pseudonym A. Moduljator Aufsätze für populärwissenschaftliche Zeitschriften.
Als es 1928 auf Initiative Grigori Konstantinowitsch Ordschonikidses zum Aufbau leistungsstarker Radiosender kam, wurde eine kleine Spezialistengruppe unter Führung von Minz nach Leningrad geschickt, wo sie sich als selbständiges Büro für leistungsstarken Radiosenderaufbau etablierte. Dieses Büro war der Grundstein für das entstehende Kombinat für den Aufbau der Rundfunkinfrastruktur. Im Herbst 1929 wurde ein 100-kW-Radiosender projektiert, der weltweit eine Spitzenposition einnahm und von ausländischen Spezialisten besucht wurde. Minz interessierte sich auch für Radar und Fernsehen. 1930 richtete er in Leningrad das erste Laboratorium für Fernsehen in der UdSSR ein.
Im Februar 1931 wurde Minz zusammen mit 6 Wissenschaftlern verhaftet und am 6. Juni 1931 wegen Sabotage des Funkverkehrs der Roten Armee zu 5 Jahren Gefängnis verurteilt. Bereits am 8. Juli 1931 wurde er auf Beschluss des Kollegiums der OGPU wieder freigelassen und beauftragt, einen Langwellensender mit einer weltweit bisher noch nicht erreichten Leistung von 500 kW aufzubauen.
1932 absolvierte Minz als Externer einen Kurs des Moskauer Wissenschaftskombinats für Fernmeldewesen und erhielt ein Patent für eine Bilddarstellung, das die Grundlage für das Zeilensprungverfahren war. Unter seiner Leitung entwickelte Anton Jakowlewitsch Breitbart (1901–1986) einen mechanischen Fernsehapparat mit einem Bildschirm von 27 cm × 27 cm (1200 Bildelemente, 30 Zeilen, 12,5 Bilder/s) sowie einen 14 kHz-Sender und die Studioausrüstung für industrielle Anwendungen. Es folgte der erste sowjetische Serienfernseher B-2, der ab 1933 produziert wurde.
Am 1. Mai 1933 wurde der von Minz entwickelte 500-kW-Sender Komintern mit 6 parallelgeschalteten 100-kW-Generatoren in Betrieb genommen. Die Radio Corporation of America nahm später diese Minz-Entwicklung als Grundlage für ihren Sender bei Cincinnati. 1934 wurde Minz ohne Verteidigung einer Dissertation zum Doktor der technischen Wissenschaften promoviert. Leonid Isaakowitsch Mandelstam rühmte Minz als einen der bedeutendsten Funkspezialisten.
Nachdem Minz als Chefkonstrukteur des Forschungsinstituts NII-33 des Volkskommissariats für Verteidigungsindustrie von einem USA-Besuch zurückgekommen war, wurde Minz am 7. Mai 1938 erneut verhaftet wegen Beteiligung an einer antisowjetischen rechtstrotzkistischen Organisation, Sabotage in der Fabrik Nr. 208 und Spionage für einen ausländischen Staat. Als Untersuchungsgefangener arbeitete er nun in der Abteilung für besondere Konstruktionen des Büros des NKWD. Am 28. Mai 1940 wurde er vom Militärkollegium des Obersten Gerichts der UdSSR zu 10 Jahren Lagerhaft verurteilt. Nach Beginn des Deutsch-Sowjetischen Krieges wurde Minz auf persönlichen Befehls Stalins am 10. Juli 1941 freigelassen mit dem Auftrag, in Kuibyschew einen Mittelwellensender mit der damals fantastischen Leistung von 1200 kW für die Übertragungen in die besetzten Gebiete aufzubauen. 1942 nahm der Sender seinen Betrieb auf.
1946 wurde Minz zum Korrespondierenden Mitglied der Akademie der Wissenschaften der UdSSR (AN-SSSR, ab 1991 Russische Akademie der Wissenschaften (RAN)) gewählt. Im gleichen Jahr wurde zur Bearbeitung der wissenschaftlichen und technischen Probleme des von Lawrenti Beria beaufsichtigten sowjetischen Atombombenprojekts das von Minz geleitete Laboratorium Nr. 11 als Teil des Lebedew-Instituts der AN-SSSR gegründet. 1947 wurde das Laboratorium Teil des Kurtschatow-Instituts. Es wurden insbesondere Mikrowellengeneratoren für Teilchenbeschleuniger und Anlagen für die gesteuerte Fusionsenergiegewinnung entwickelt. Minz war wissenschaftlicher Leiter der Entwicklung der Steuerungen für die großen sowjetischen Zyklotrone und Linearbeschleuniger, insbesondere für das Synchrophasotron, das 1957 in Betrieb ging, das Protonen-Synchrotron des Instituts für Theoretische und Experimentelle Physik und das Serpuchow-Protonen-Synchrotron U-70 des Instituts für Hochenergiephysik in Protwino.
In den 1950er Jahren begannen die Arbeiten für den Bau großer Radarstationen für ein Raketenabwehrsystem. 1956 wurde Minz auf Beschluss des ZK der KPdSU und des Ministerrats der UdSSR einer der Chefkonstrukteure. 1957 wurde sein Laboratorium das eigenständige Radiotechnische Institut (RTI) der AN-SSSR unter seiner Leitung. 1958 wurde er Vollmitglied der AN-SSSR. 1961 schlug er ein Autokorrektur-System für Teilchenbeschleuniger vor. 1967 führte er ein neuartiges Speicherringsystem für relativistische Elektronen im Vakuum ein. 1969 ermöglichte er den Bau eines Protonen-Synchrotrons für Energien von 4–5 TeV durch Verwendung von SQUID-Magnetometern. 1970 ging Minz in den Ruhestand.
Minz war verheiratet mit der Architektin Jewgenija Iljinitschna Minz (1899–1973). Ihr Sohn war der Wirtschaftsgeograph Alexei Alexandrowitsch Minz (1929–1973).
Minz wurde auf dem Nowodewitschi-Friedhof begraben. Seinen Namen trägt das RTI seit 1985. Seit 2010 wird jeweils an seinem Geburtstag der Minz-Preis des RTIs verliehen.

## Ehrungen, Preise
- Orden des Roten Banners der Arbeit (1934, 1943)
- Orden des Roten Sterns (1945, 1967)
- Stalinpreis I. Klasse (1946) für die Entwicklung leistungsstarker Radiosender
- Popow-Goldmedaille der AN-SSSR (1950)[11]
- Leninorden (1951, 1953, 1956, 1964)
- Stalinpreis (1951) für den Bau des Synchrophasotrons
- Held der sozialistischen Arbeit (1956)[5]
- Leninpreis (1959) für das 10-GeV-Synchrophasotron